# Sinikka Niemi
Sinikka Niemi, fullständigt namn Eva Sinikka Niemi (fram till 1975 Buss), född 21 april 1951 i Vasa, är en finländsk lingvist och professor emeritus i svenska. Hon har varit professor vid Joensuu universitet, nuvarande Östra Finlands universitet, sedan 2005.

## Liv och verk
Niemi tog kandidatexamen 1980 och licentiatexamen 1982, båda vid Åbo Akademi. 2001 disputerade hon vid Universitetet i Joensuu med en engelskspråkig doktorsavhandling om Swedish Syntax at Late Stages of Language Acquisition: Studies on Normal Monolingual, Bilingual and SLI Speakers.
Innan hon blev professor år 2005 var Sinikka Niemi anställd vid Universitetet i Joensuu (som hette Högskolan i Joensuu fram till 1984) som assistent (1980–1981), tf. lektor (1981–1983) och lektor (1984–2004). I den sistnämnda perioden ingår en tjänst som forskningsassistent vid Finlands Akademi (1989–1992). Dessutom har hon varit verksam som gästforskare vid olika utländska universitet, såsom University of Arizona (1989), Boston University (1989–1990) och Universitetet i Tartu (2000).
Sedan 1975 har hon varit gift med språkvetaren Jussi Niemi.